# ТГ16
ТГ16 — магистральный грузопассажирский тепловоз с гидравлической передачей для работы на железных дорогах колеи 1067 мм.

## История
Построен по заказу МПС СССР для работы на Сахалинской железной дороге.
Первый образец был построен в 1967 году. Строился на Людиновском тепловозостроительном заводе.
ТГ16 — самый мощный узкоколейный тепловоз СССР и постсоветского пространства. В каждой секции установлено два дизельных двигателя М756А.
Несмотря на то, что тепловоз создавался для колеи 1067 мм, было построено четыре экземпляра этого тепловоза для широкой колеи 1520 мм (№ 001 и 076-078).
Бронированная модификация ТГ20 под колею 1520 мм, оборудованная 4 пулемётами, двухъярусной рубкой с отделением машиниста снизу и боевым отделением с командирским местом в верхней части вошла в состав бронепоезда БП-1.
За свой внешний вид и форму кабины тепловоз ТГ16 получил от железнодорожников прозвище «Колун».
1 октября 2020 года тепловозы ТГ16 окончательно выведены из эксплуатации в связи с перешивкой последнего участка колеи 1067 мм на общероссийский стандарт 1520 мм.

Экстерьер
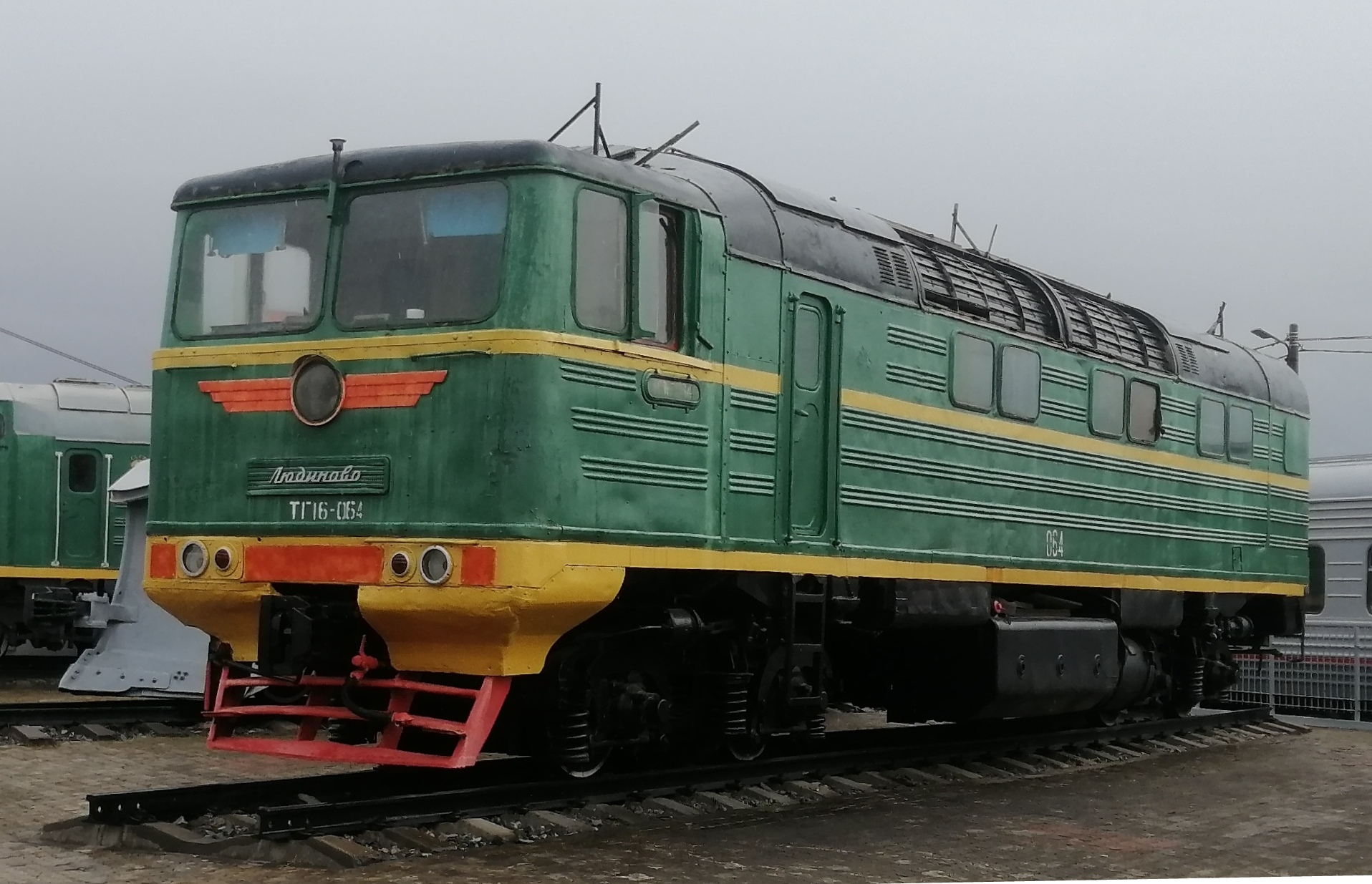
ТГ16-064 (секция А) в зелёной окраске в Музее истории Сахалинской Железной дороги, Южно-Сахалинск (2021 год)
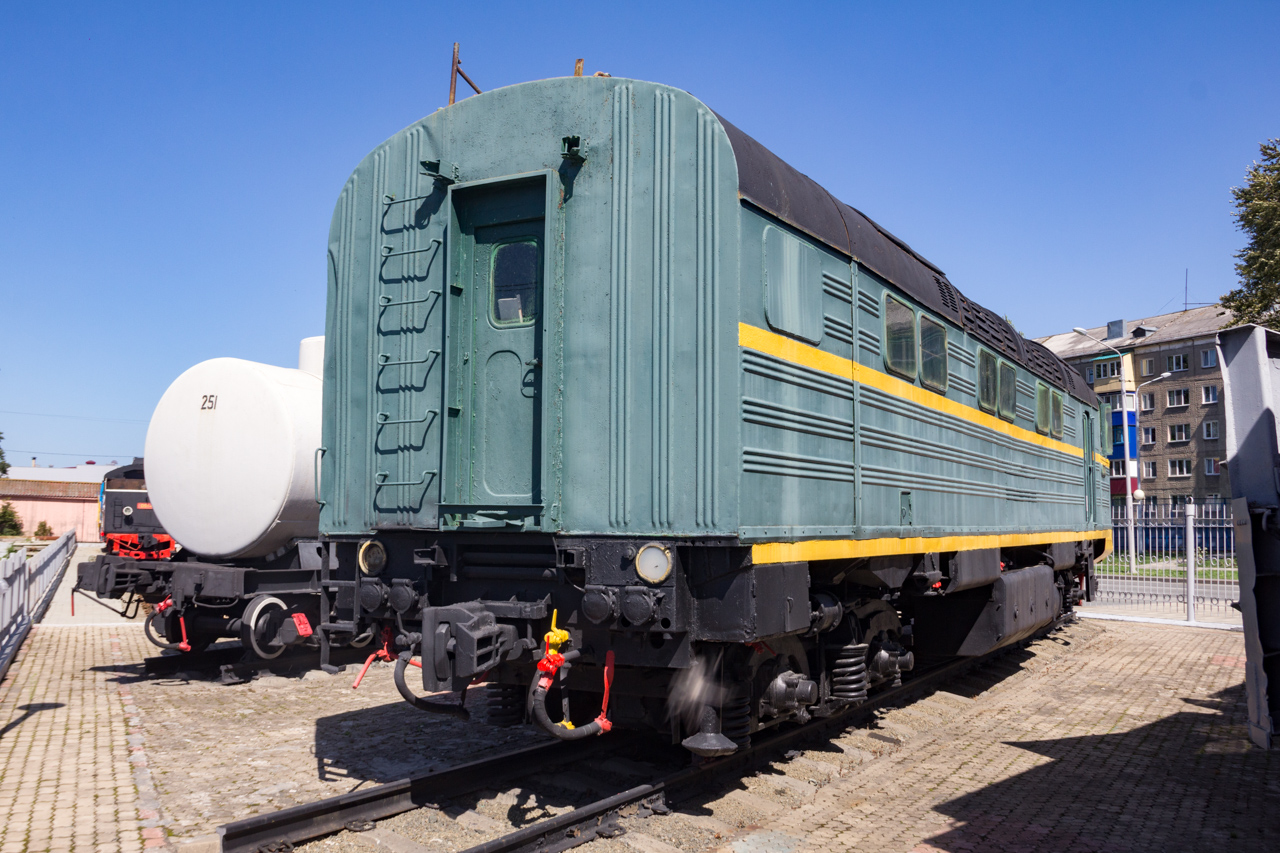
ТГ16-064 (секция А), вид сзади со стороны межсекционного перехода
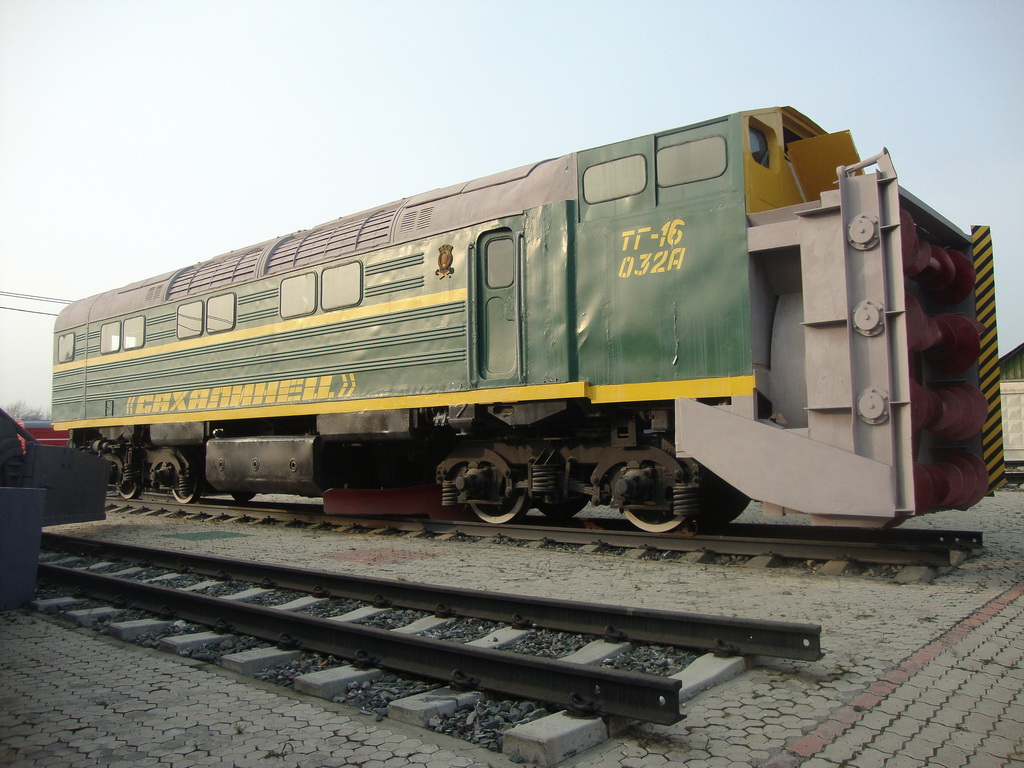
Роторный снегоочиститель, созданный на базе секции ТГ16-032
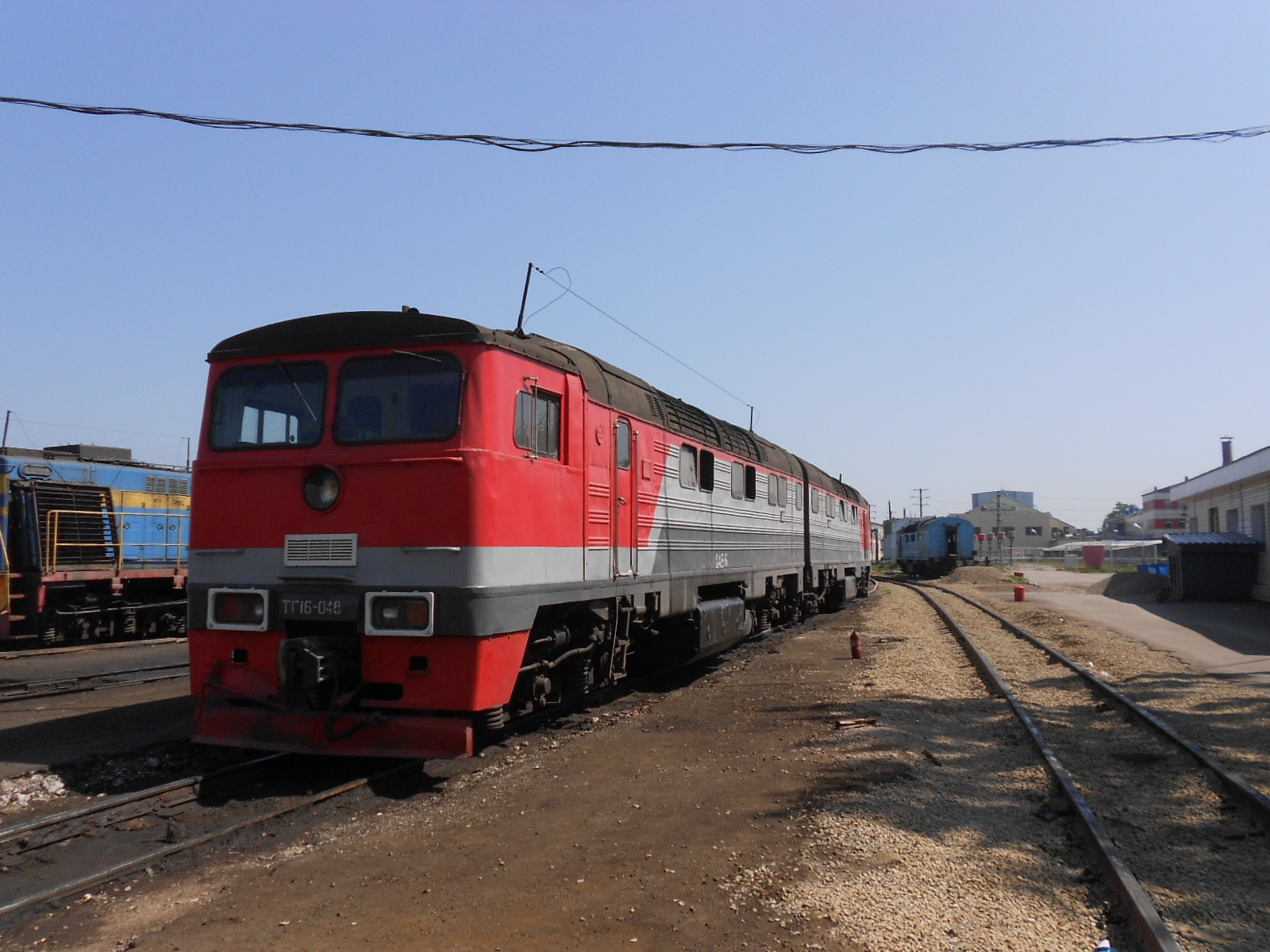
ТГ16-048 в красно-серой окраске РЖД с модифицированными буферными фонарями в депо Южно-Сахалинск(2016 год)
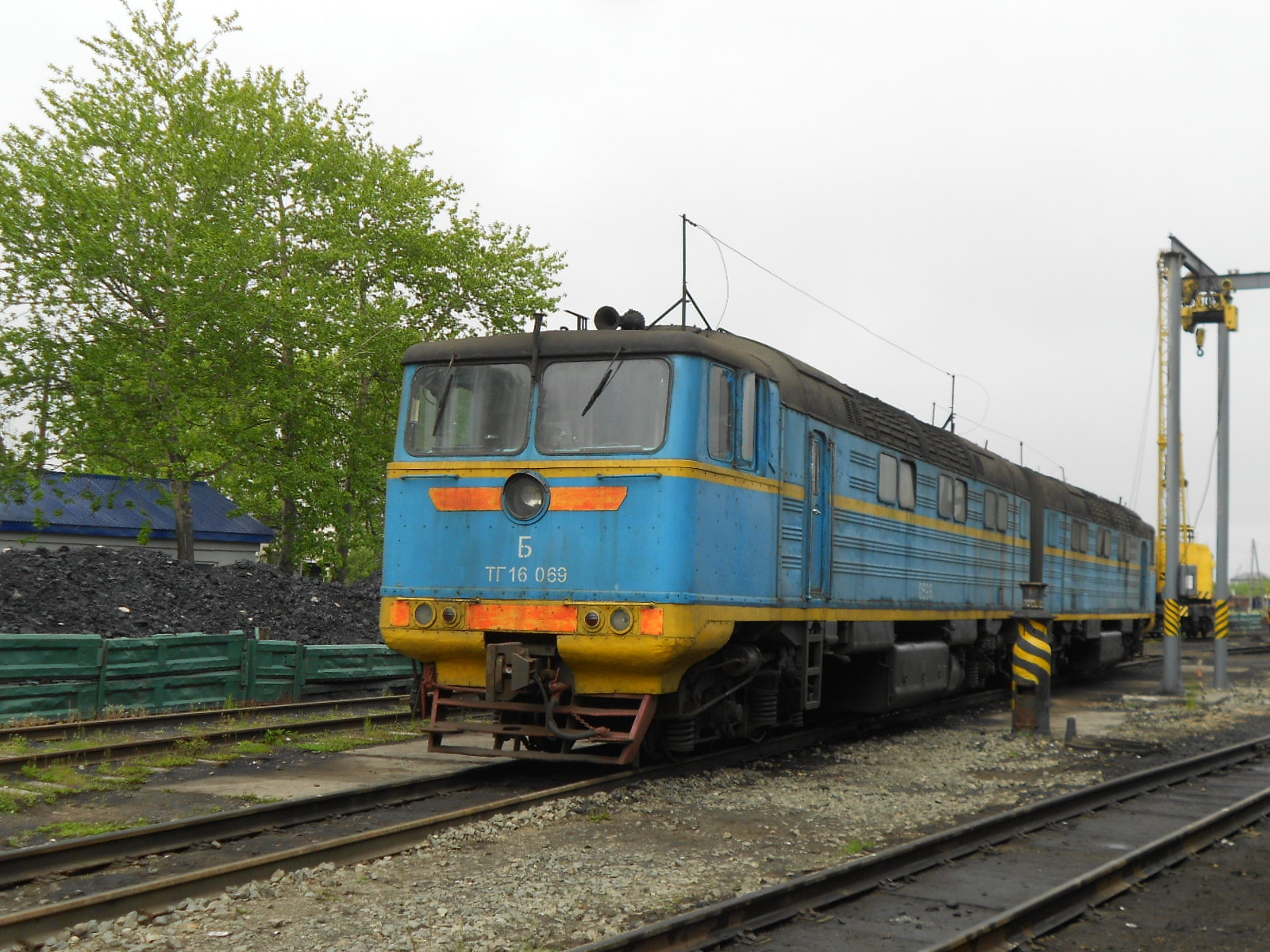
ТГ16-069 в голубой окраске в депо Поронайск (2016 год)
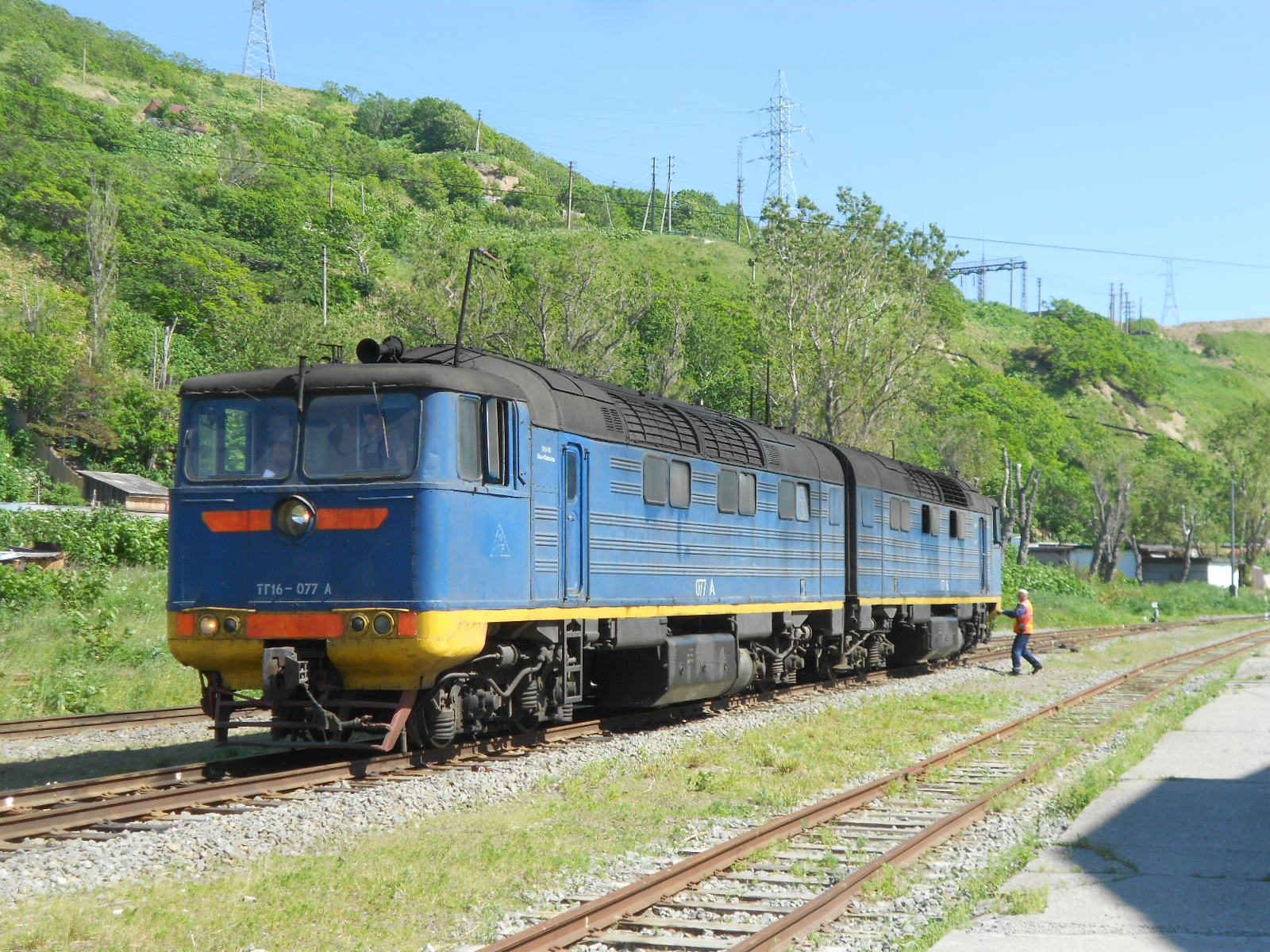
ТГ16-077 в синей окраске на станции Невельск (2016 год)

Интерьер
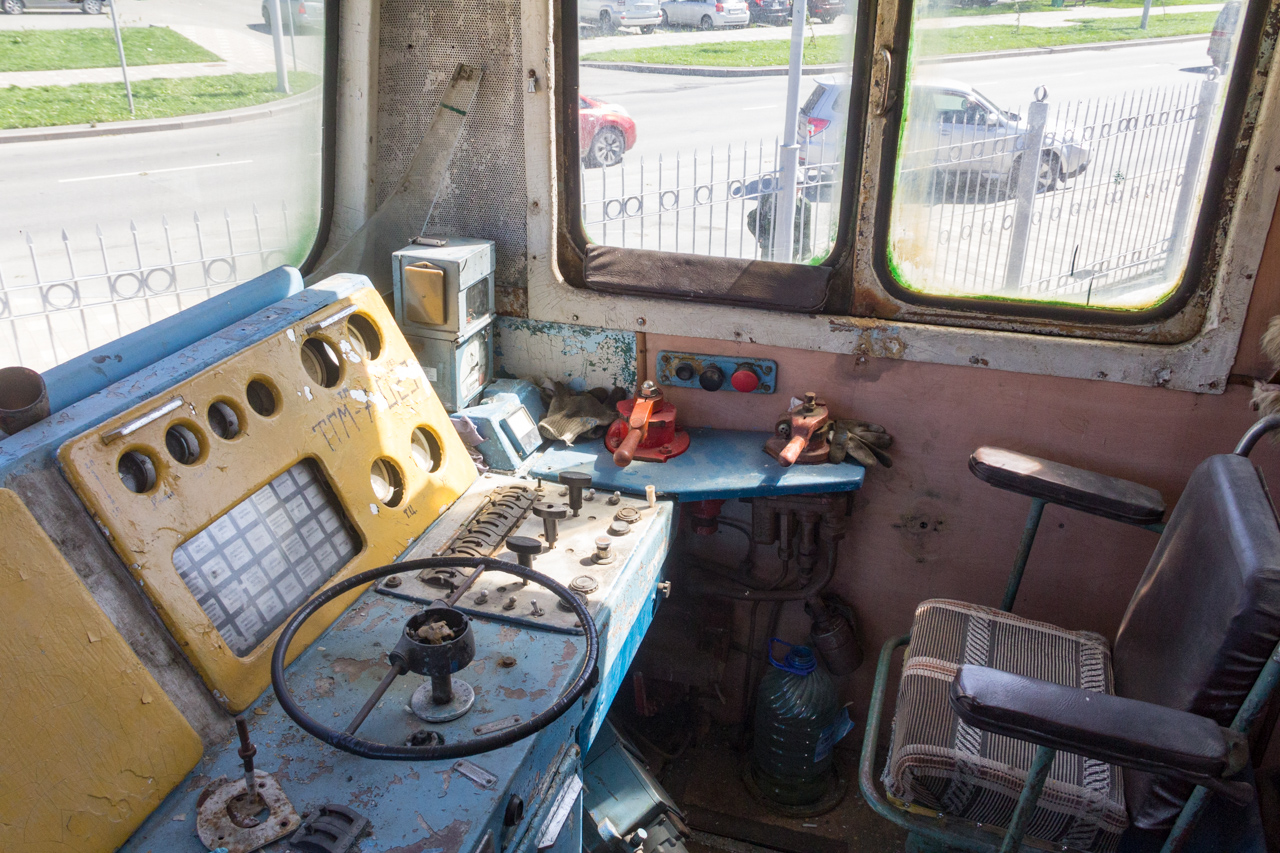
Кабина управления, вид сбоку на рабочее место машиниста
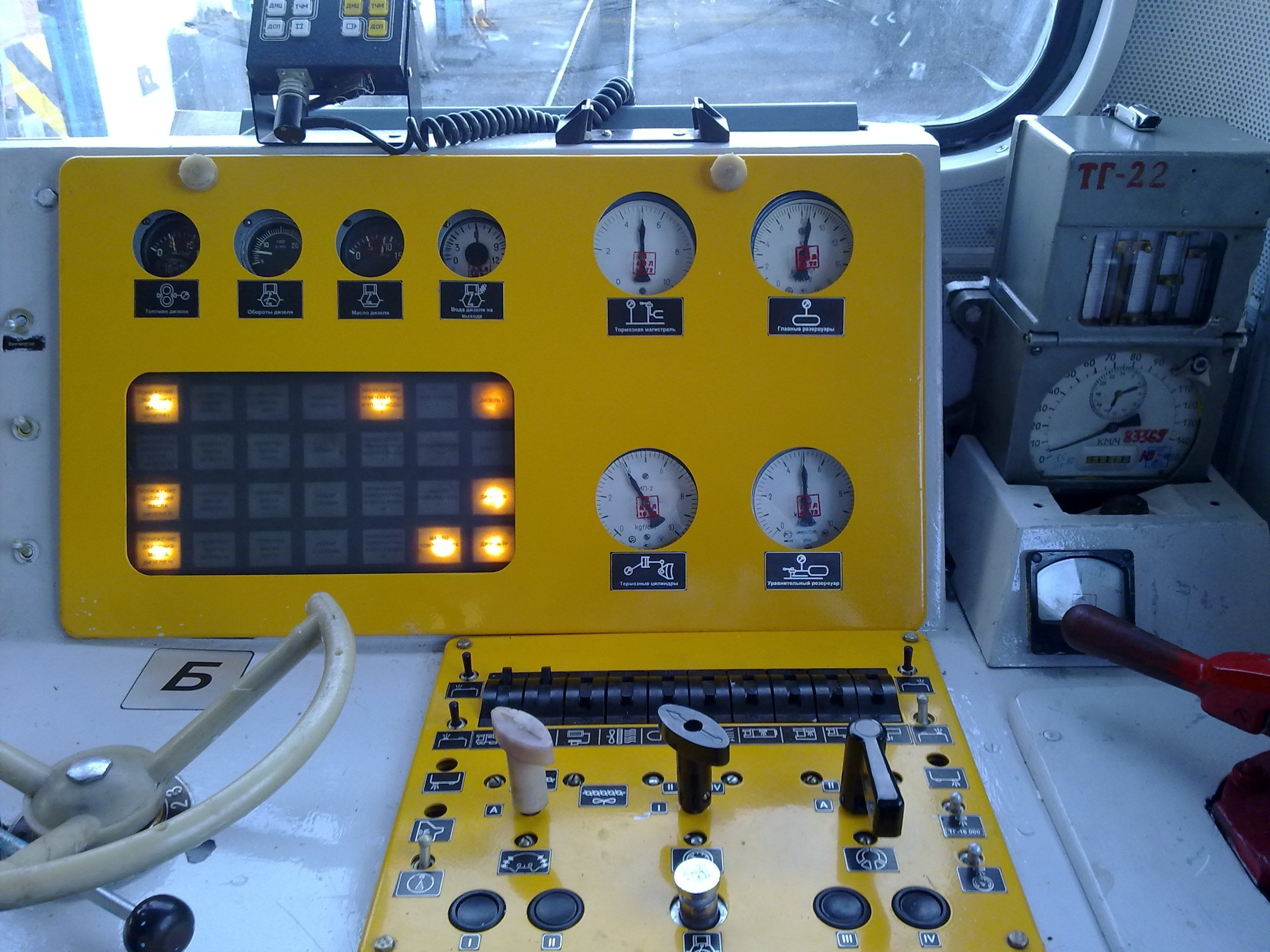
Пульт управления в кабине тепловоза
- Дизельное отделение

## Тепловозы ТГ16М
В 2015 году на Экспо 1520 демонстрировался тепловоз ТГ16М - 001, изготовленный в 2014 году. Несмотря на схожесть в названии, данная серия имеет множество изменений по сравнению с ТГ16 и является скорее не модификацией ТГ16, а новой отдельной серией тепловозов, поскольку был спроектирован заново. Эта серия должна была сменить на Сахалине работающие на капской колее тепловозы, выпускать их планировалось также на Людиновском заводе.